# Azaravos
De Azaravos of pampavos (Lycalopex gymnocercus) is een zoogdier uit de familie van de hondachtigen (Canidae). De wetenschappelijke naam van de soort werd voor het eerst geldig gepubliceerd door G. Fischer in 1814 als Procyon gymnocercus. De huidige combinatie Lycalopex gymnocercus wordt gehanteerd sinds 1995. De naam "Azaravos" verwijst naar de Spaanse natuurwetenschapper Félix de Azara (1746-1821) die van 1781 tot 1801 in Zuid-Amerika verbleef en er de plaatselijke zoogdieren bestudeerde. Azara stelde er gedetailleerde beschrijvingen over op, maar hij gaf er geen wetenschappelijke namen aan.

## Kenmerken
Zijn lichaam is aan de bovenzijde grijsbruin, maar van onderen iets lichter. Hij heeft een lange en ruige staart.

## Leefwijze
Zijn voedsel bestaat uit insecten, hagedissen, kleine zoogdieren en bodemvogels, maar ook zaden en vruchten staan op het menu. Hij vernielt suikerrietplantages, door de stengels uiteen te rijten voor het zoete sap.

## Verspreiding en leefgebied
De soort komt voor in de wouden van Argentinië, Bolivia, Brazilië, Paraguay en Uruguay.